# Giuseppe Piamontini

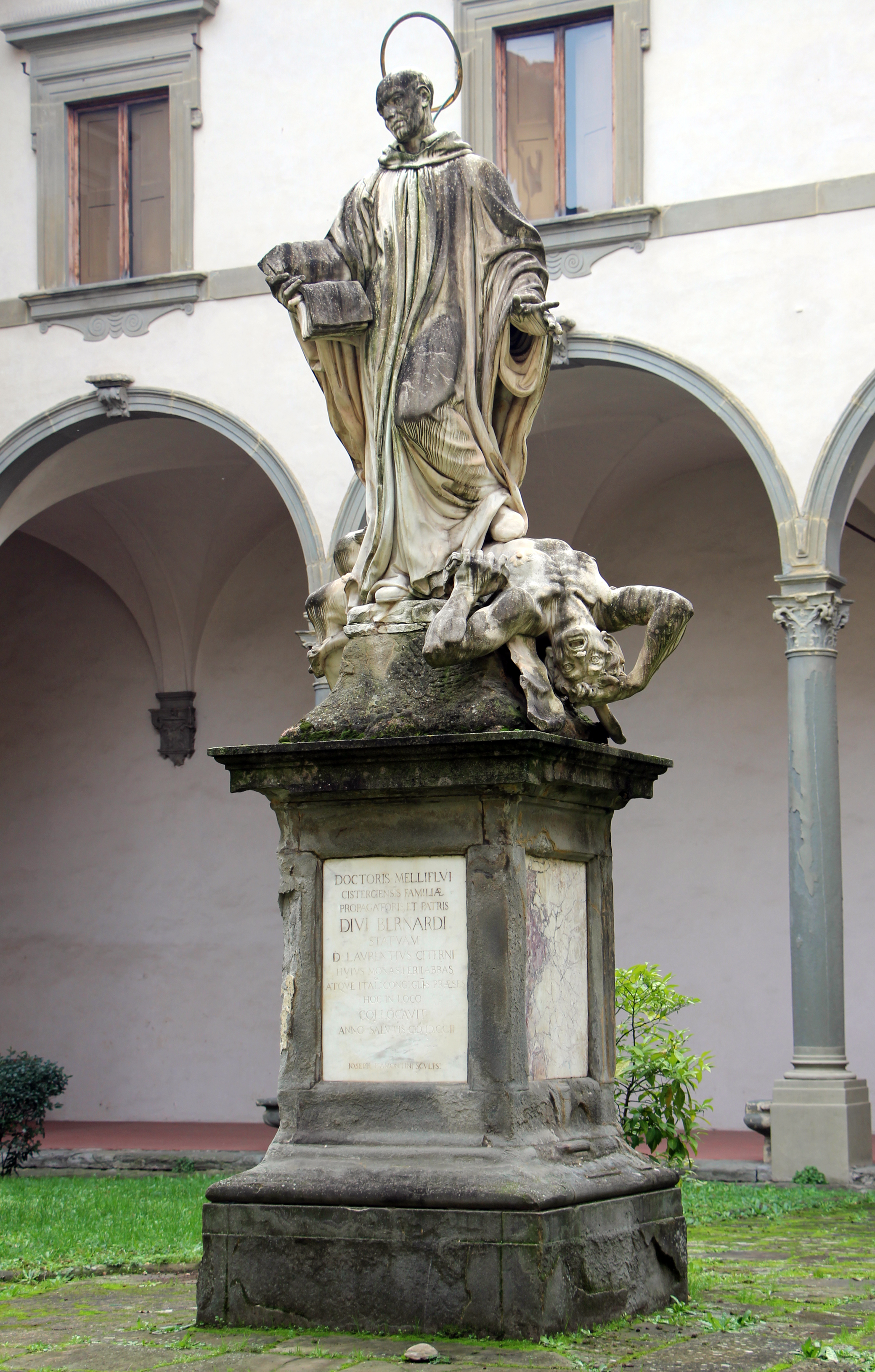
San Bernardo nel chiostro del seminario arcivescovile di Firenze

Giuseppe Piamontini (Firenze, 3 gennaio 1663 – Firenze, 13 febbraio 1744) è stato uno scultore italiano.

## Biografia
Nato in una famiglia di modeste origini, era figlio di Andrea e di Caterina Farsi.
Iniziò lo studio della scultura con Giovan Battista Foggini e si perfezionò poi a Roma presso l’accademia di palazzo Madama inviato dal granduca di Toscana Cosimo III de' Medici.
A Roma studiò con Ciro Ferri ed Ercole Ferrata e iniziò a creare le sue prime opere costituite da alcuni medaglioni e un bassorilievo, con il quale partecipò alla sua prima esposizione nel 1682.
L'anno seguente inviò a Firenze un calco in cera di un Giove per sottoporlo al suo mecenate, Cosimo III, sperando di ottenere l'autorizzazione a fonderlo in bronzo, ma questi gli chiese di soprassedere e continuare gli studi. Alla fine dei suoi studi, Cosimo III commissionò 14 medaglioni in terracotta, ricoperti di smalto, in rappresentazione delle stazioni della Via Crucis e il Piamontini contribuì con quattro medaglioni.
Nel 1686 fece ritorno a Firenze dove, probabilmente, entrò a far parte della bottega del suo primo maestro, ma a seguito delle buore referenze date dal Ferri, venne assunto dal granduca con un compenso di 2 scudi al mese.
Iniziò a creare una statua di San Giovanni nella bottega che gli venne assegnata alla morte dello scultore Damiano Cappelli e divenne accademico nella locale accademia nel 1689.
Continuò con fatica ad ottenere commissioni dal granduca e tra queste alcuni busti di figure femminili in marmo. Successivamente creò due statue allegoriche che vennero inserite in una cappella funebre per il marchese Francesco Feroni, lavoro che richiese due anni. Dopo aver completato il lavoro gli fu commissionata una statua di San Marco e successivamente altre quattro statue alla fine del secolo o agli inizi del 1700.
Nel 1701 Giuseppe gli vennero commissionati dodici medaglioni in terracotta rappresentanti degli imperatori romani, opere che sono andate perdute. Le sue opere di argomento religioso gli procurarono grandi consensi e presto divenne il primo scultore del granducato, ma le difficoltà del tempo non gli fecero ottenere molte commissioni.
Per questo motivo si dedicò alla creazione di piccole statue in bronzo, come aveva fatto agli inizi della sua carriera.
Ottenuta la cittadinanza, nel 1703, entrò a far parte dell’Accademia del disegno, incarico annuale che gli venne assegnato altre cinque volte. Questo nuovo incarico gli procurò numerose commissioni anche da parte di facoltosi commercianti. Tra questi alcuni busti in marmo, tra cui quello di Matteo Marchetti, vescovo di Arezzo.
Continuò ad eseguire fusioni in bronzo per la committenza privata negli ultimi anni del secondo decennio de 1700. Nel 1721 ricevette una commissione da Anna Maria Luisa de' Medici, e tra questi una serie di bronzi di soggetto sacro.
Verso la fine della carriera realizzò una serie di marmi che espose in una mostra da lui organizzata.
Nel corso della sua carriera realizzo anche numerosi restauri di state antiche in quanto gli era riconosciuta una grande conoscenza delle sculture antiche, greche e romane. Ebbe come allievi Giovacchino Fortini, Antonio Montauti e il figlio Giovanni Battista.
Sue opere si trovano soprattutto a Firenze, ad esempio Battistero di San Giovanni, Basilica di Santa Maria del Carmine, Chiesa di San Frediano in Cestello, 
Chiesa di San Francesco di Paola, Chiesa dei Santi Michele e Gaetano, Palazzo Spini Feroni, Seminario maggiore arcivescovile di Firenze e Basilica della Santissima Annunziata

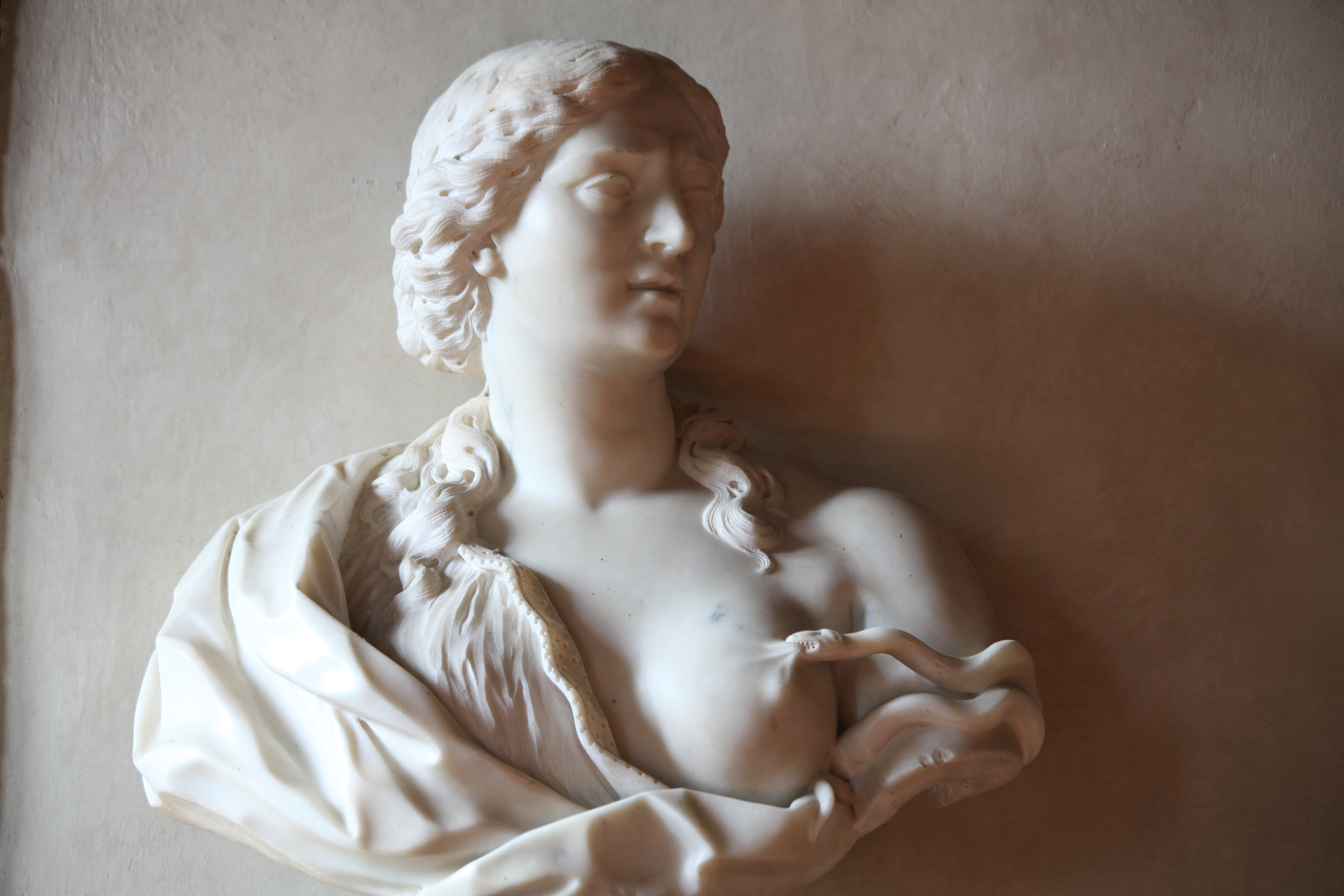
Busto di Cleopatra presso la Villa medicea di Cerreto Guidi
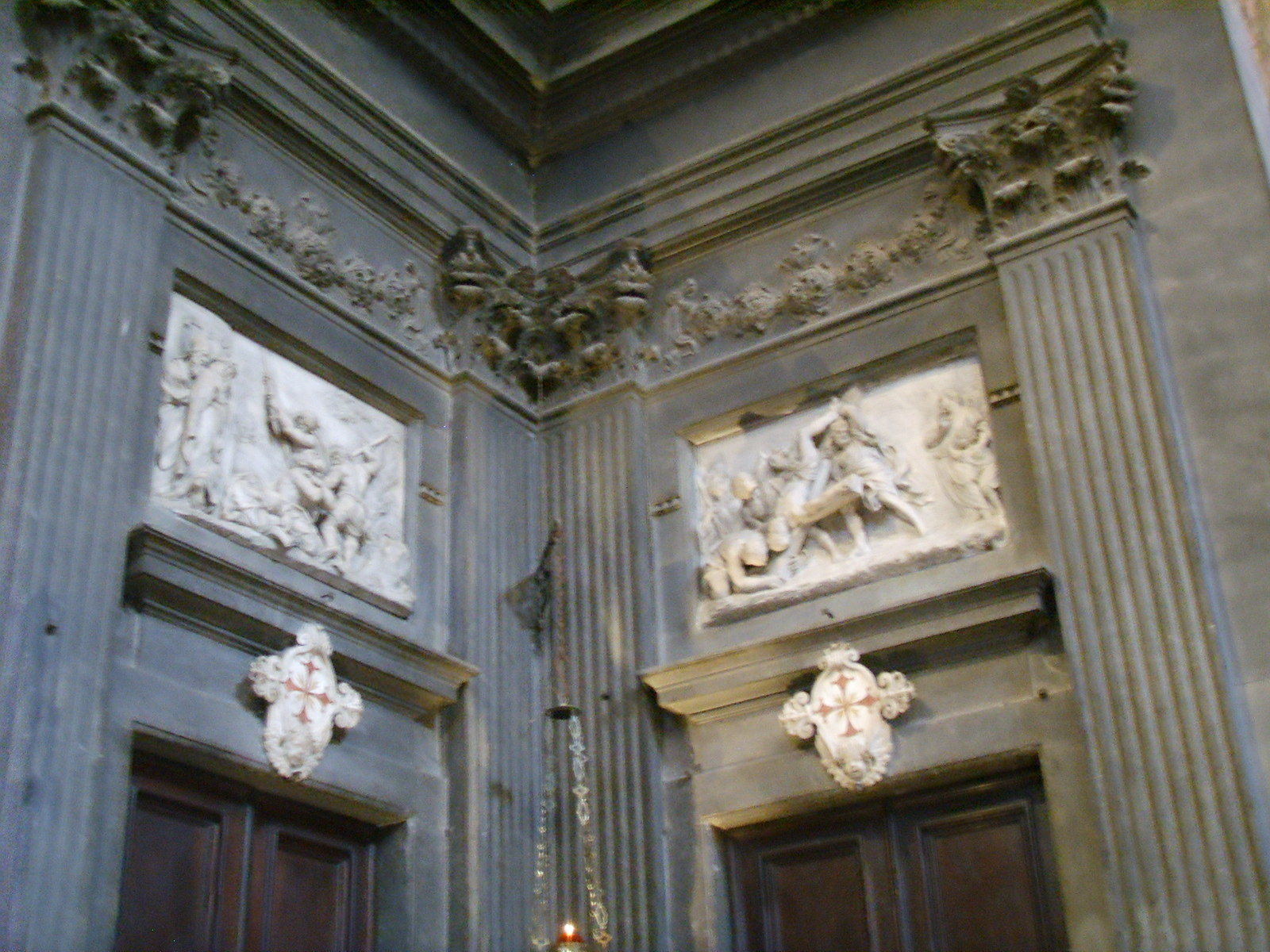
Martirio di san Giuda Taddeo e San Simone, interni della Chiesa dei Santi Michele e Gaetano
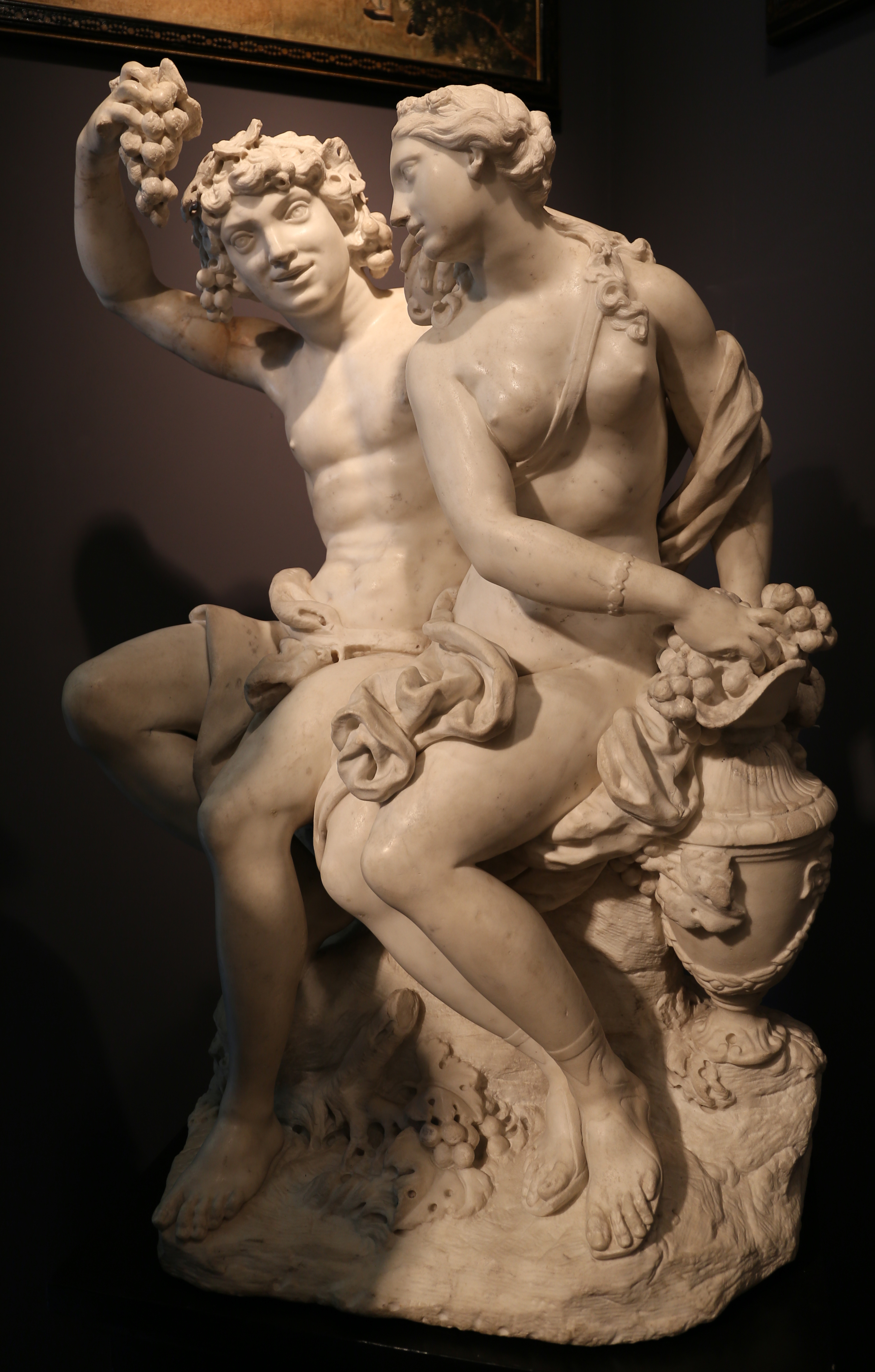
Bacco e Arianna, collezione privata
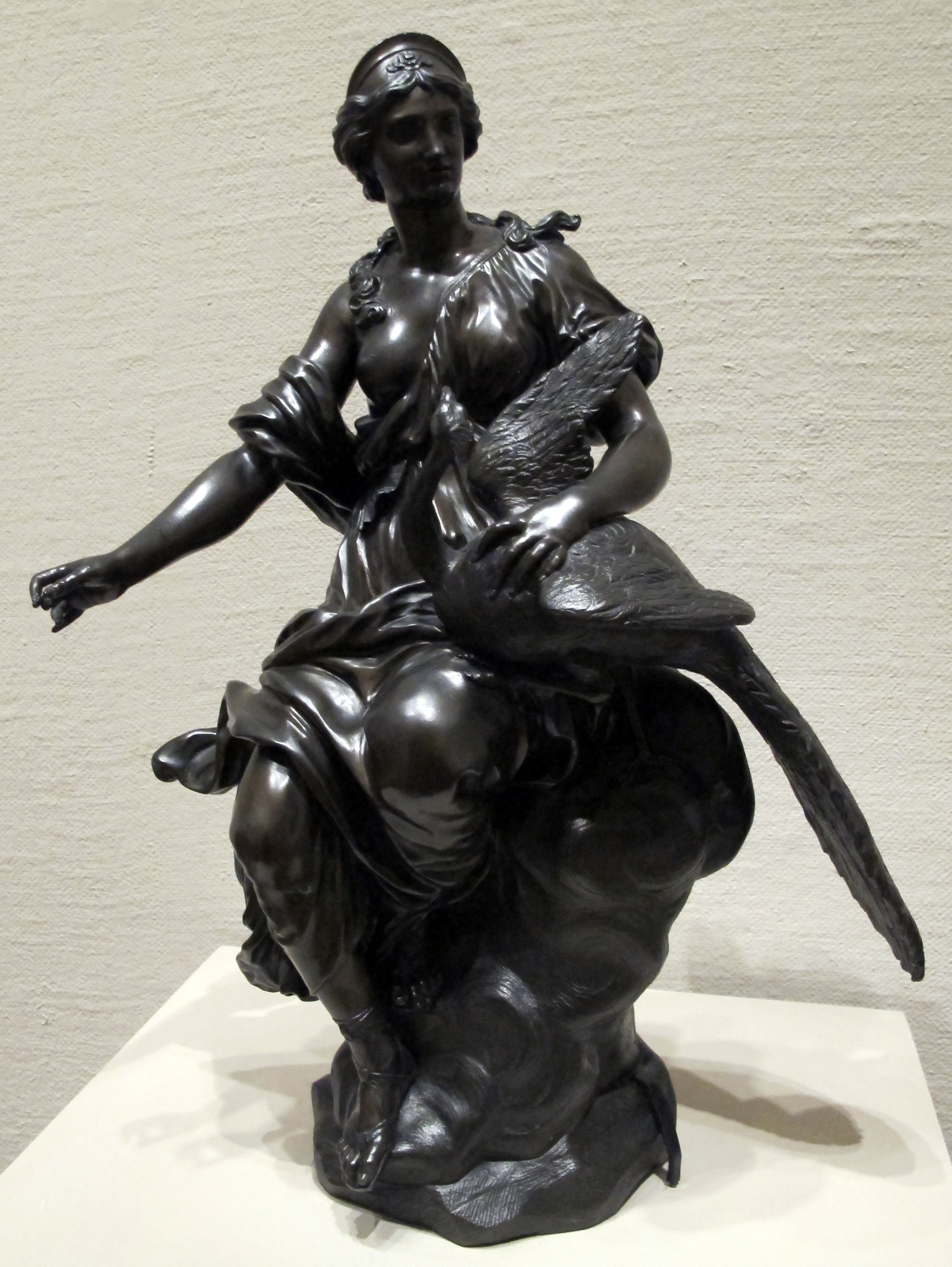
Giunone, esposta al Philadelphia Museum of Art